# Japanische Invasion der Kleinen Sundainseln
1. Borneo – Tarakan – Celebes – Balikpapan (See) – Balikpapan (Land) – West-Borneo – Samarinda (Ost-Borneo) – Banjarmasin (Süd-Borneo) – Ambon – Straße von Makassar – Sumatra – Palembang – Badung – Timor – Bali – Riau-Inseln – 1. Javasee – Sundastraße – Java – 2. Javasee – Niederländisch-Neuguinea – Kleine Sundainseln – Molukken – 2. Borneo
Die Japanische Invasion der Kleinen Sundainseln (Operation S) fand vom 9. bis zum 25. Mai 1942 während des Pazifikkriegs im Zweiten Weltkrieg  statt. Auf den Kleinen Sundainseln – Bali, Lombok, Sumbawa, Sumba, Flores und Timor – gab es während des japanischen Vormarsches mit der Ausnahme von Timor praktisch keinen Widerstand der dort stationierten KNIL-Truppen.

## Vorgeschichte
Nachdem die Japaner auf Borneo, Sumatra, Celebes und Ambon gelandet waren, wandten sie sich zum ersten Mal den Kleinen Sundainseln zu. Timor als wichtiger strategischer Ort für die östliche Deckung der Landungen auf Java war neben Bali das bevorzugte Ziel.

### Timor
Etwa 4700 Japaner gingen am 20. und 21. Februar 1942 in Timor, der größten der Kleinen Sundainseln, an Land. Die Insel wurde im Wesentlichen von australischen und KNIL-Truppen verteidigt. Ein kleines niederländisch-australisches Expeditionskorps stand im zum neutralen Portugal gehörenden Portugiesisch-Timor. Unter Protest von Gouverneur und portugiesischer Regierung war es Mitte Dezember angelandet, um zu verhindern, dass Japan die Kolonie als Sprungbrett nach Australien nutzt. In Dili, der portugiesischen Kolonialhauptstadt, und in Kupang, der Hauptstadt des niederländischen Westteils der Insel, war der Widerstand nur von kurzer Dauer. Ein Teil der Verteidiger ergab sich, der Rest führte einen Guerillakrieg im Landesinneren. Dies zwang die Japaner, zusätzliche Truppen nach Timor zu schicken. Die niederländischen Guerillaeinheiten zogen sich Mitte Dezember 1942 zurück, die Australier (→ Sparrow Force) kämpften bis Februar 1943.

## Japanische Vorbereitungen
Nachdem Bali und anschließend Java mit Batavia, dem Hauptsitz der niederländischen Kolonialmacht in Niederländisch-Ostindien, am 10. März an das Japanische Kaiserreich gefallen waren, sollten die letzten KNIL-Einheiten in den übrigen Kleinen Sundainseln ebenfalls neutralisiert werden.

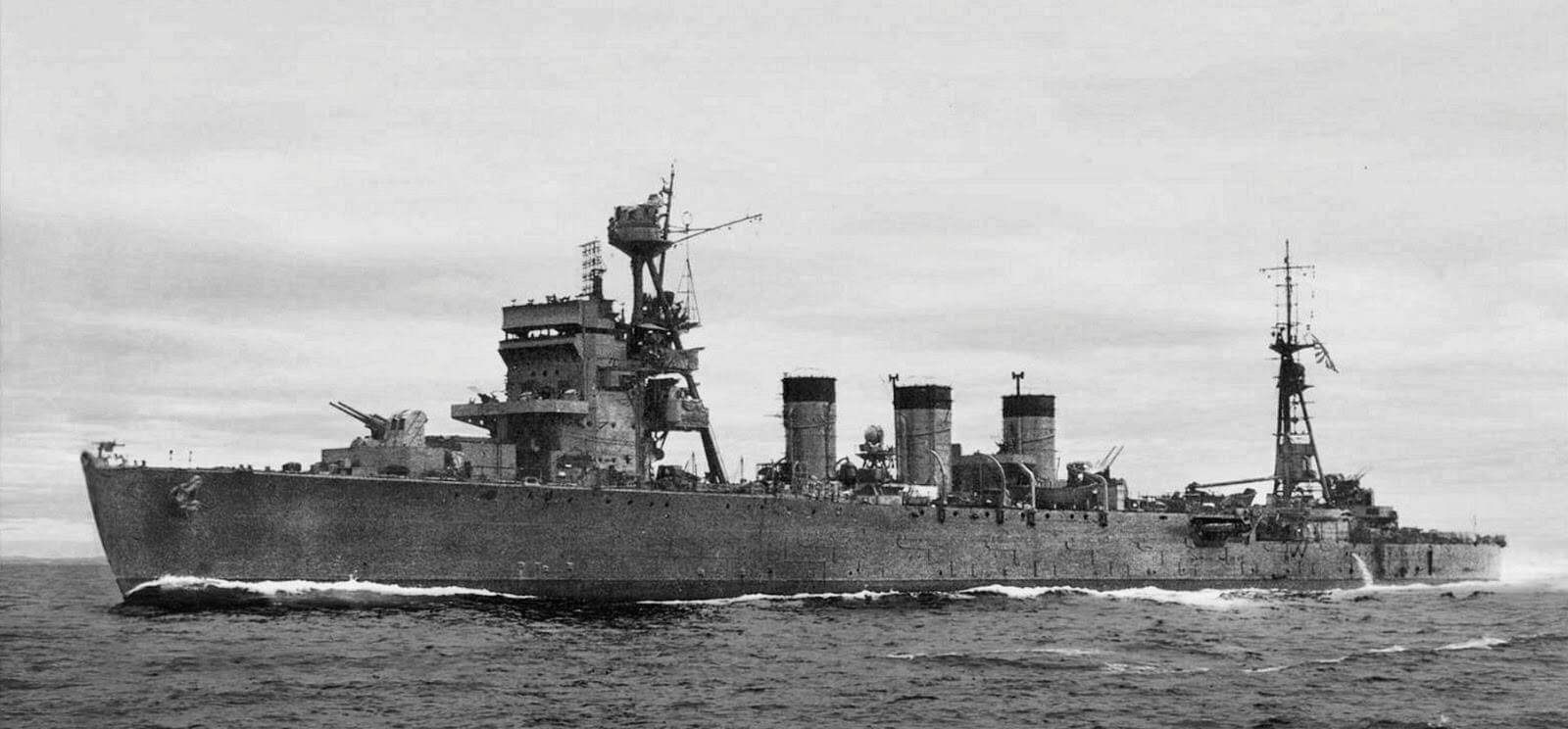
Die Isuzu, das Flaggschiff von Konteradmiral Hara Kenzaburo

Für diese Operation wurden Elemente der 2. Südlichen Expeditionsflotte unter das Kommando von Konteradmiral Hara Kenzaburo gestellt, dem Befehlshaber der 16. Kreuzerdivision. Dazu gehörten der Leichte Kreuzer Isuzu, das Torpedoboot Tomozuru und der Minenleger Wakatake mit der Hälfte der 1. Yokosuka Speziallandungseinheit in einer Bataillonsstärke. Die andere Hälfte fuhr auf der Sanyo Maru. Schutz fuhren der U-Boot-Jäger Ch 20 und dem Minensuchboot Sōkaitei Nr.12.

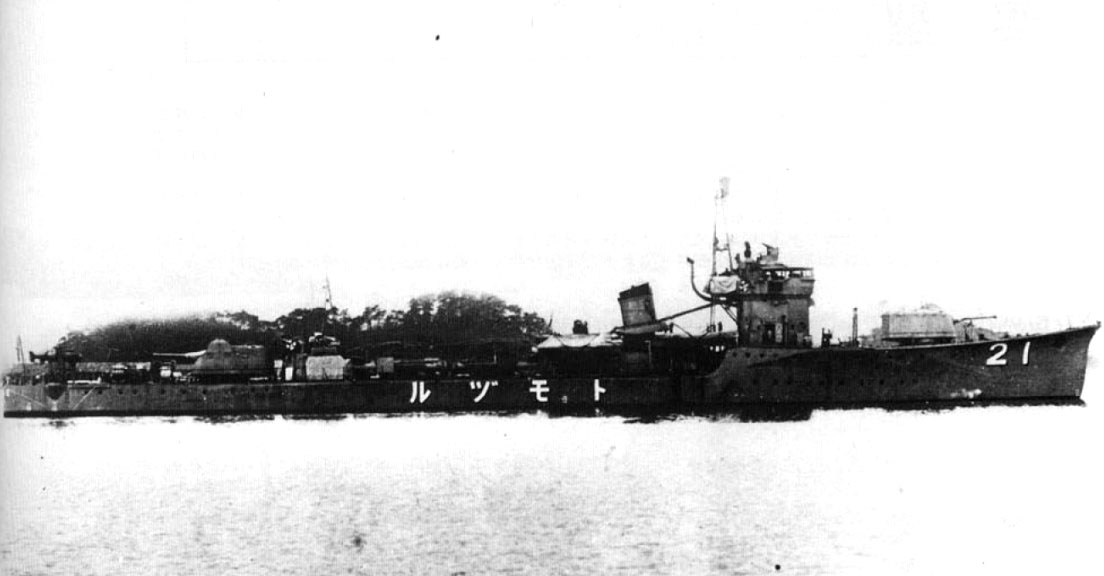
Die Tomozuru

Unter dem Oberbefehl der Marine nahm auch das 3. Bataillon des 47. Infanterieregiments der 48. Infanteriedivision unter dem Kommando von Major Miyaji Ikumi teil. Sie wurden von den Transportern Shingu Maru und Shinko Maru befördert, gedeckt von den U-Jägern Ch 6 und Ch 19.
Luftunterstützung flog die 33. Fluggruppe von Surabaya aus.

## Die KNIL in den Kleinen Sundainseln
Anfang 1941 waren auf den Kleinen Sundainseln nur einige KNIL-Brigaden stationiert. In Larantuka und in Ende auf Flores je vier Brigaden und jeweils drei Brigaden in Waingapu auf Sumba und in Kalabahi auf Alor.
Im Dezember des Jahres kam es jedoch zu bedeutenden Truppenverschiebungen. Die acht Brigaden aus Flores wurden dort abgezogen. Fünf dieser Einheiten wurden in Kupang auf Timor und zwei in Atambua stationiert. Die letzte Brigade wurde als Verstärkung nach Waingapu auf Sumba verlegt. Daher gab es auf Flores 1942 keine KNIL-Truppen mehr.
Auf Alor war kurzzeitig die amerikanische Patrouillenstaffel VP-102 des Patrol Wing 10 der Navy in Kalabahi stationiert. Sie führten einige Patrouillenflugmissionen entlang der Ostküste von Celebes und den Buton-Inseln durch. Anfang Februar 1942 wurde die Staffel allerdings wieder abgezogen.
Unterstützung von See konnte nicht mehr gegeben werden, da die alliierte ABDA-Flotte nach der Schlacht in der Javasee nicht mehr existierte.

## Die Landungen
Nachdem sich die japanischen Einheiten in Surabaja versammelt hatten, verließen sie am 8. Mai um 9:00 Uhr den Hafen und fuhren zunächst in Richtung Lombok. Die Schiffe mit der 1. Yokosuka Speziallandungseinheit und des 3. Bataillon des 47. Infanterieregiments fuhren auf unterschiedlichen Routen.

### 1. Yokosuka Speziallandungseinheit
Um 17:00 Uhr am folgenden Tag erreichte die Flotte den Hafen von Mataram. Das gesamte Hafengelände wurde rasch besetzt. Schon am nächsten Tag verließen sie den Hafen von Mataram wieder.
Bima auf der Insel Sumbawa wurde am 13. Mai 1942 um 08:30 Uhr erreicht. Nachdem das Gelände gesichert war, verließen die Japaner gegen 10:00 Uhr den Hafen um am nächsten Tag Reo auf Flores einzunehmen. Anschließend kehrten sie noch am gleichen Tag nach Birma zurück.
Labuan Bajo auf Flores und Waingapu auf Sumba waren am 16. Mai das nächste Ziel der Landungseinheiten sowie am Folgetag Larantuka und Ende auf Flores.
Nachdem die Japaner am 18. Mai Baah auf Sawu erreicht hatten, musste die Flotte am 20. Mai in Makassar zum Auftanken ankern und machte anschließend einen Zwischenstopp bei Singaraja auf Bali.
Am 21. Mai fand eine erneute Landung auf Sumbawa statt. Die Flotte lief danach erneut zurück nach Bali, das am 23. Mai erreicht wurde und landete die Einheiten am selben Tag wiederum bei Mataram auf Lombok.
Die Rückkehr nach Surabaja fand am 25. Mai statt.

### 3. Bataillon des 47. Infanterieregiments
Das Bataillon landete ebenfalls am 9. Mai in Mataram auf Lombok und zwei Tage darauf auf Sumbawa. Anschließend am 12. Mai bei Sumbawa Besar an der Nordküste der Insel Sumbawa.
Am 14. Mai landeten die Armeeeinheiten bei Labuan Bajo auf Flores. Zwischen dem 14. und 18. Mai wurden Landungen bei Waingapu auf Sumba, Ende, Reo und Larantuka auf Flores, sowie Baah auf Sawu erreicht. Die Flotte lief anschließend nach Makassar zum Auftanken. Nach kurzen Aufenthalten auf Bali und Lombok lief die Flotte am 25. Mai wieder in Surabaja ein.

## Das Ende der Operation
Die Operation auf den Kleinen Sundainseln wurde am 25. Mai abgeschlossen und alle teilnehmenden Elemente mit Ausnahme der 1. Yokosuka-Speziallandeeinheit kehrten zu ihren Heimatorganisationen zurück. Letztere wurde aufgelöst und deren Einheiten übernahmen Besatzungs- und Beobachtungsaufgaben in Singaraja auf Bali, Mataram auf Lombok, Bima auf Sumbawa, Waingapu auf Sumba und Ende auf Flores.

## Nach der Invasion
Obwohl sich schon viele Europäer und Einheimische schon im Januar 1942 nach Java abgesetzt hatten, blieben etliche auf den Kleinen Sundainseln. Die dort gebliebenen Europäer wurden zusammen mit den Kriegsgefangenen KNIL-Soldaten von den Japanern nach Makassar oder Surabaya verbracht.
Zwischen April und Mai 1943 wurden mehr als 2000 niederländische und indogermanische Kriegsgefangene in drei Schiffen von Java nach Flores gebracht, um dort Flugplätze anzulegen. Am 9. Mai erreichte diese Gruppe Maumere im Nordosten der Insel. Der Hauptflughafen, Maumere-Ost, wurde Anfang November des Jahres von den Japanern in Betrieb genommen. An zwei weiteren Flugplätzen wurde noch gebaut.
Mai und Juni 1944 wurden große Gruppen von Kriegsgefangenen nach Java zurückgeschickt. Weitere folgten im August. 214 Kriegsgefangene auf Flores überlebten nicht.